# Egon Stoll-Berberich
Egon Stoll-Berberich (17 de Junho de 1913 — Bensheim, 2 de Maio de 1973) foi um piloto alemão da Luftwaffe durante a Segunda Guerra Mundial. Voou 734 missões de combate, nas quais destruiu mais de 50 tanques inimigos (46 segundo algumas fontes), 7 pontes nos rios Desna, Dnieper e Tim e dois comboios blindados, numa carreira que passou pelos teatros ocidental e orientar da guerra, incluindo o teatro do Mediterrâneo. Pelos seus atos, foi condecorado, entre várias condecorações, com a Cruz Germânica em Ouro e com a Cruz de Cavaleiro da Cruz de Ferro, ambas pelos seus atos de bravura.
Mais tarde, depois de ter deixado as forças armadas com o posto de Hauptmann (capitão), ingressou na Bundeswher do pós-guerra, onde chegou ao posto de tenente-coronel.